# Sojus TM-10
Sojus TM-10 ist die Missionsbezeichnung für den Flug eines sowjetischen Sojus-Raumschiffs zur sowjetischen Raumstation Mir. Es war der zehnte Besuch eines Sojus-Raumschiffs bei der Raumstation Mir und der 86. Flug im sowjetischen Sojusprogramm.

## Besatzung

### Startbesatzung
- Gennadi Michailowitsch Manakow (1. Raumflug), Kommandant
- Gennadi Michailowitsch Strekalow (4. Raumflug), Bordingenieur

Mit diesem Flug erreichte Strekalow als zweiter sowjetisch/russischer Kosmonaut vier Raumflüge. Nur Wladimir Dschanibekow konnte zu diesem Zeitpunkt mehr (nämlich fünf) vorweisen.

### Ersatzmannschaft
- Wiktor Michailowitsch Afanassjew, Kommandant
- Mussa Chiramanowitsch Manarow, Bordingenieur

### Rückkehrmannschaft
- Gennadi Michailowitsch Manakow (1. Raumflug), Kommandant
- Gennadi Michailowitsch Strekalow (4. Raumflug), Bordingenieur
- Toyohiro Akiyama (1. Raumflug), Reporter ( Japan)

## Missionsüberblick
Die siebte Stammbesatzung der Raumstation Mir führte die wissenschaftlichen Arbeiten ihrer Vorgänger fort. Dazu gehörten Erderkundung, die Herstellung von Proteinen, biologische und medizinische Forschungen sowie Wartungs- und Reparaturarbeiten. Dazu gehörte auch der Versuch, bei einem Ausstieg am 29. Oktober (3:45 h) die verklemmte Luke am Forschungsmodul Kwant 2 zu schließen, was nur teilweise gelang. Zu den Neuheiten des Fluges zählte die Ankunft eines vergrößerten Transportraumschiffes Progress M-5, welches über eine Rückkehrkapsel mit einer Nutzlastkapazität von 150 Kilogramm verfügt. Versorgungs- und Forschungsmaterial traf bereits vorher mit dem Transportraumschiff Progress M-4 ein.